# ذبیح‌الله صفائی
ذبیح‌الله صفائی (زادهٔ ۱۳۳۴ در اسدآباد – 
درگذشته ۲۵ بهمن ۱۳۹۸) نمایندهٔ حوزهٔ انتخابیهٔ اسدآباد در دورهٔ ششم مجلس شورای اسلامی بوده‌است.
وی پیش‌تر در دورهٔ پنجم و دور سوم نیز عضو این مجلس بود.